# Кіберлюди

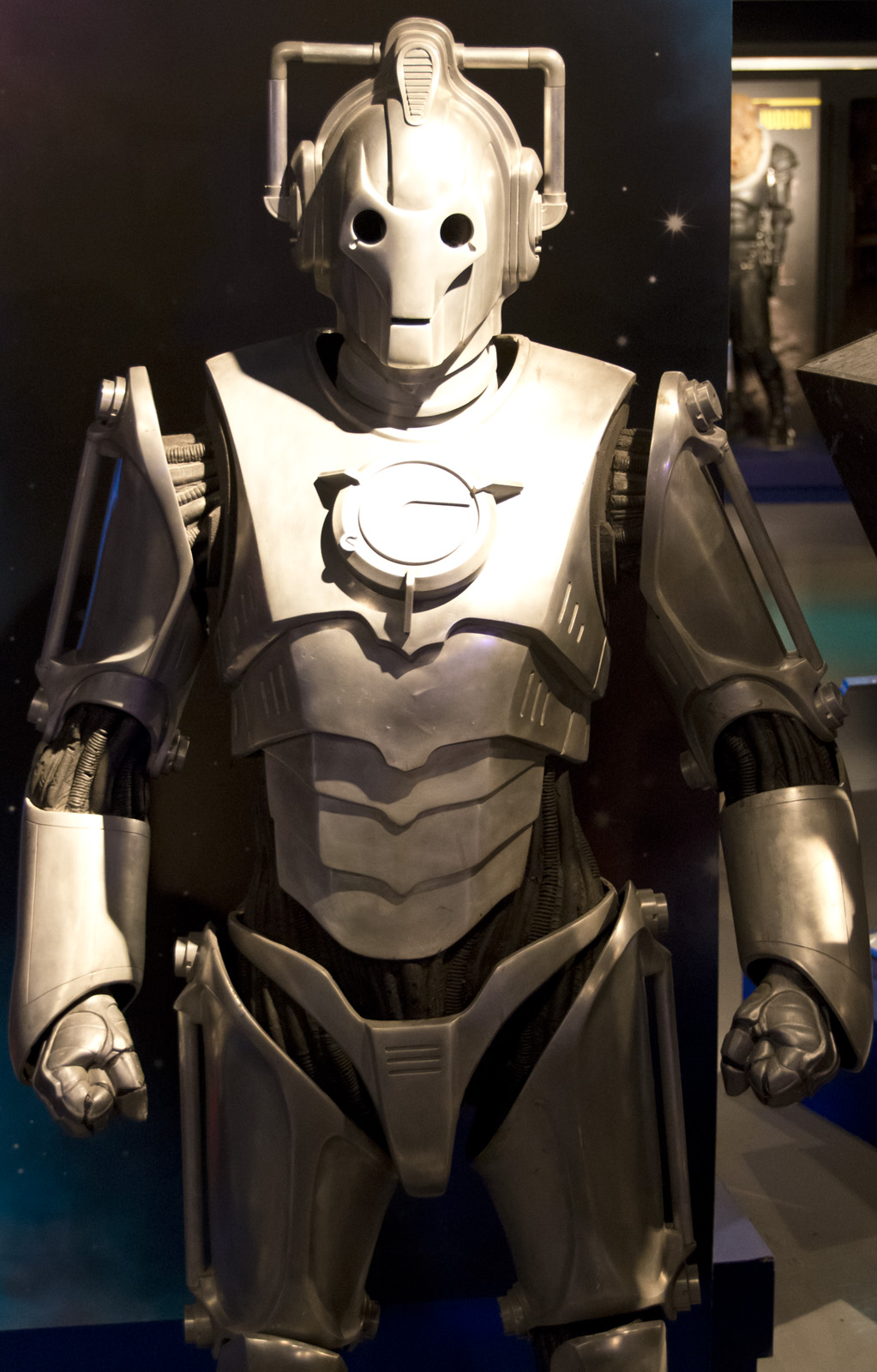
Кіберлюдина версії 2006 року

Кіберлюди (англ. Cybermen) — вигадана раса з фантастичного серіалу «Доктор Хто»; люди, чий мозок міститься в штучному гуманоїдному корпусі. Зрідка з'являлися протягом старого серіалу і регулярно в нових серіях. В класичних сезонах були людьми з планети Мондас — двійниці Землі, в нових пояснюється, що кіберлюди завжди виникають паралельно до людей і з'являлися неодноразово різними шляхами.
У дочірньому серіалі «Торчвуд» кіберлюди представлені однією кібержінкою — зміненою співробітницею інституту «Торчвуд-1» (лондонського відділення Торчвуду), перетвореною на «Людину v.2»

## Характеристики

### Фізичні характеристики

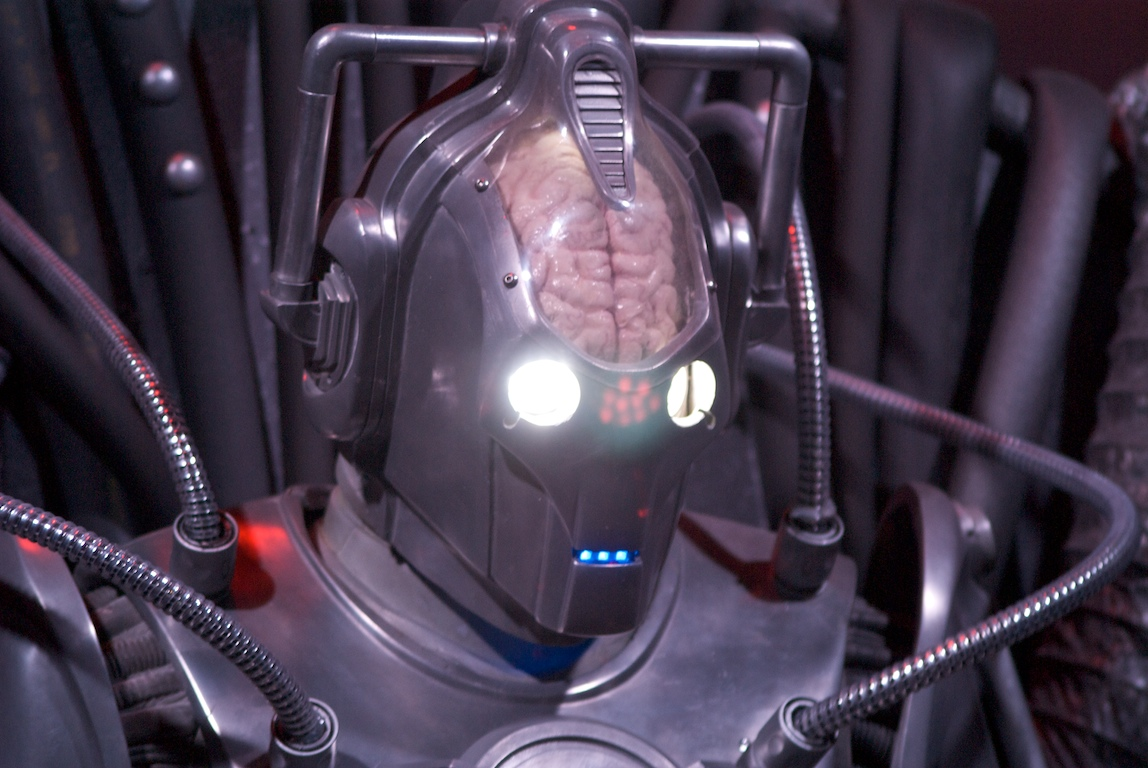
Кіберконтролер

Тоді, як інші давні вороги Доктора — далеки — були в цілому незмінні протягом двадцяти шести сезонів оригінального серіалу, кіберлюди змінювалися з майже кожним зіткненням. Кіберлюди 3 — гуманоїди, але були кібернетично «вдосконалені», у яких залишилося трохи органічних частин. У їхню першу появу в серіалі єдиними частинами їхніх тіл, які все ще здавалися людськими, були руки. У наступній появі у «Місячній базі» кіберлюди вже мали тіла з повністю металевим покривом, їхні руки були замінено двома маніпуляторами-кліщами, здатними трансформуватися в п'ятипалі руки. Спочатку, поки їх небагато, Кіберлюди мають тенденцію до прихованої діяльності та використання людей-маріонеток або роботів. Вони також прагнуть збільшити свою чисельність, потай перетворюючи звичайних людей на кіберлюдей. Цей процес відомий під назвою «кіберперетворення».
Йдеться про те, що під залізними оболонками збереглись органічні компоненти, що ставить кіберлюдей поряд із кіборгами, а не роботами. У «Десятій планеті» кіберлюдина говорить групі людей: «наші мізки точно такі самі, як ваші». Хоча на час «Нападу кіберлюдей» їхні мізки, ймовірно, були замінено електронікою. Також у цій самій історії у двох людських рабів — ув'язнених кіберлюдей на планеті Телос, на ім'я Бейтс і Страттон — показано, що їхні органічні руки та ноги були видалені кіберлюдьми й замінені кіберпротезами. У «Землетрусі» (1982) підборіддя акторів були дуже помітні крізь шолом. В «Могилі кіберлюдей» (1967) вени та мозок були видимі крізь куполоподібну голову Кіберконтролера, як і в «Нападі кіберлюдей» (1985) і «Сталевій ері» (2006), мозок Кіберконтролера видимий крізь купол.
Першою кіберлюдиною в класичному серіалі був Кіберконтролер Мондас, у поновленому — Джон Люмік з Землі в паралельному всесвіті. Проте у «Помсті Кіберлюдей» Доктор говорить, що вони — «цілком машинні істоти». В серії «Срібний кошмар» кіберлюди здатні швидко пристосовуватися до шкідливих факторів. Крім того, вони здатні перетворювати на кіберлюдину будь-яку плоть за допомогою нанороботів кібермітів («покращених кібермітів»), у тому числі й Володаря Часу. А також у серії «Наступний Доктор» міс Хардіган, новий кіберлідер, відчула радість.
За багато років згадано багато слабкостей кіберлюдей. Найвідоміша з них — золото. Їхню відразу до золота не було згадано до їхньої спроби знищити астероїд «Вога» (так звана «планета золота») у «Помсті кіберлюдей» (1975). Спочатку було пояснено, що через свою антикорозійну природу золото забиває їхні дихальні системи. Наприклад, «золоті стволи» — зброя, що використовувалася під час кібервійн у майбутньому, використовували золотий пил для знищення цілі. Проте у пізніших серіях золото мало слабший ефект як зброя. У кіберлюдей нового серіалу така слабкість виявилась у «Срібному кошмарі». Кіберлюди вельми нестійкі проти власної зброї. До інших слабкостей кіберлюдей з Мондаса (а також Кіберіадських кіберлюдей) належать розчинники, підвищена гравітація та дуже високі рівні радіації. У «Сталевій ері» ЕМІ-граната, як показують, калічить кіберлюдину та виводить з ладу її емоційний інгібітор. Їхня броня часто зображується гнучкою та стійкою до куль, але може продавитися під набоями, зробленими з золота. Кіберлюди з паралельної Землі куленепробивні, проте вразливі до потужних вибухів, електромагнітного імпульсу, спеціалізованого озброєння та зброї далеків.

### Психічні характеристики
Хоча кіберлюди часто стверджують, що вони покінчили з людськими емоціями, вони гнівалися через самовдоволеність Доктора в серіалі 1980-х. Деяким кіберлюдям у ранніх сюжетах навіть давали окремі імена, такі як «Кренг». Деякі кіберлюди з паралельної Землі зберігали певні спогади про своє життя до перетворення, хоча їхнє ставлення до колишнього життя змінене. У «Кібержінці» частково перетворена на кіберлюдину Ліза Галлет могла переживати емоції, але згодом цілком збожеволіла, передавши свою свідомість кіберсутності. У «Судному дні» Івон Гартман у змозі зберегти щонайменше деякі елементи своєї індивідуальності, намагається запобігти проникненню групи інших кіберлюдей у порожнечу між світами. Вона плаче, і сльози нагадують нафтоподібну речовину чи кров. У тому самому епізоді кіберлідер висловлює явне засмучення при відмові людей здатися, хоча у пізнішій сцені він критикує Доктора за прояв емоцій. У «Сталевій ері» Доктор у змозі здолати кіберлюдей, вимикаючи їхні емоційні інгібітори, дозволяючи їм усвідомити їхнє становище. Коли вони здатні емоційно, по-людськи, зрозуміти, що з ними сталося, то гинуть від сильного шоку. Нарешті, коли перший кіберлідер гине, його голова вибухає з невеликою кількістю білої рідини — епізод посилається до запатентованої суміші хімікатів Сайбус Індастріз, що використовується для збереження мозку.
Також йдеться про те, що класичні кіберлюди навмисно наслідували емоції, щоб залякати чи натиснути на своїх жертв, оскільки при кіберперетворенні вся емоційність усувається. Сайбус Індастріз розв'язували це питання по-іншому — за допомогою нейроінгібітора, що пригнічував почуття, але залишав здатність мислити. Доктор може вимкнути його, але це загрожує смертю кіберодиниці.